# Indivisibili (album)
Indivisibili è un album della cantautrice italiana Ivana Spagna, pubblicato nel 1997.

## Il disco
Nel 1997 Spagna decide di non partecipare a Sanremo, cambia look, ed esce il suo terzo album in italiano, Indivisibili, da cui vengono estratti come singoli la title track Indivisibili e Dov'eri, che diventano hit radiofoniche, seguite da Fuori dal normale e Quello che voglio.
Come per i dischi precedenti Spagna collabora attivamente per la composizione dei pezzi, essendo coautrice di tutte le tracce.

## Vendite
L'album, forse anche a causa della mancata vetrina sanremese, vende meno dei precedenti, avendo comunque un buon riscontro commerciale.

## Tracce
1. Indivisibili
2. Una razione d'amore
3. Dov'eri
4. Fuori dal normale
5. Immaginarti qui
6. Cipolle e fragole
7. Torniamo insieme
8. Ogni giorno di più
9. Quello che voglio
10. Sarà/Mercedes Benz

## Classifiche
| Classifica (1997) | Posizione |
| ----------------- | --------- |
| Italia            | 10        |